# پلت فرم PF1 پی‌اس‌ای
پلت فرم PF1 پی‌اس‌ای (به انگلیسی: PSA PF1 Platform) یک پلت فرم طراحی شده و توسعه یافته به توسط گروه پی‌اس‌ای می‌باشد که از آن برای طراحی خودروهای خودروهای کامپکت کوچک و خودروهای کامپکت این گروه استفاده شده است.
پلت فرم‌های بزرگتر گروه پی‌اس‌ای، شامل PF2 و PF3 می‌باشد.

## مدل‌ها
بعضی از خودروهای تولید شده بر مبنای این پلت فرم به این شرح هستند:
- ۲۰۰۹–۱۹۹۸ پژو ۲۰۶ ترکیبی از پلت فرم PF1 پی‌اس‌ای و پژو ۱۰۶، سیتروئن ساکسو
- ۲۰۰۲–۲۰۰۹ سیتروئن سی۳[۱]
- ۲۰۰۳–۲۰۱۲ سیتروئن سی۳ پلوریل
- ۲۰۰۳–۲۰۰۹ سیتروئن سی۲
- ۲۰۰۵–۲۰۰۹ پژو ۱۰۰۷
- ۲۰۰۶–۲۰۱۴ پژو ۲۰۷
- ۲۰۰۹–۲۰۱۶ سیتروئن سی۳ نسل دوم[۲]
- ۲۰۰۹ سیتروئن سی۳ پیکاسو
- ۲۰۱۰ دی اس ۳
- ۲۰۱۲ پژو ۲۰۸
- ۲۰۱۳ پژو ۳۰۱
- ۲۰۱۳ پژو ۲۰۰۸
- ۲۰۱۴ سیتروئن سی۴ کاکتوس[۳]
- ۲۰۱۷ سیتروئن سی۳ نسل سوم[۴][۵]
- ۲۰۱۷ اوپل / واکسول کراسلند ایکس
- ۲۰۱۷ سیتروئن سی۳ ایرکراس
- ۲۰۲۰ ایران خودرو تارا